# NGC 2933
NGC 2933 je galaksija u zviježđu Lavu.

## Vanjske poveznice
- SEDS: NGC 2933